# Forn solar d'Odelló

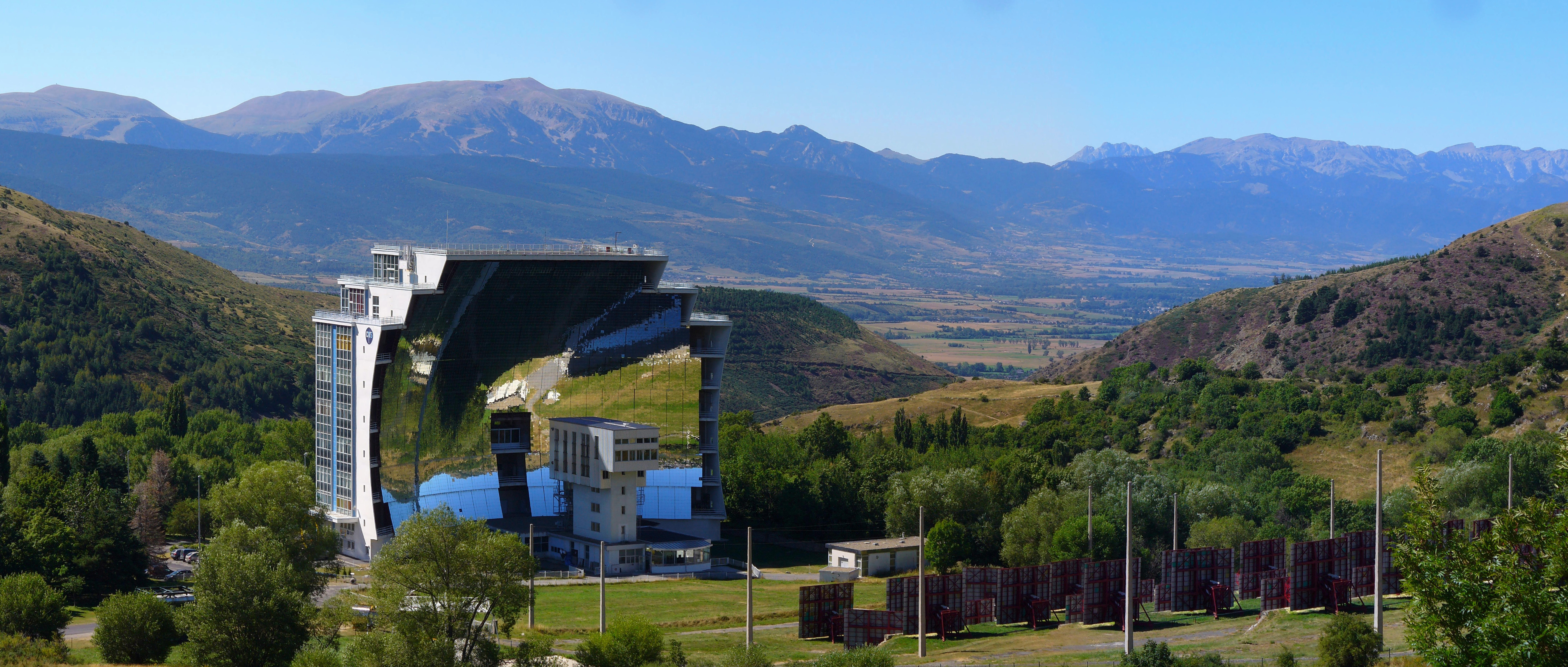
Forn solar d'Odelló

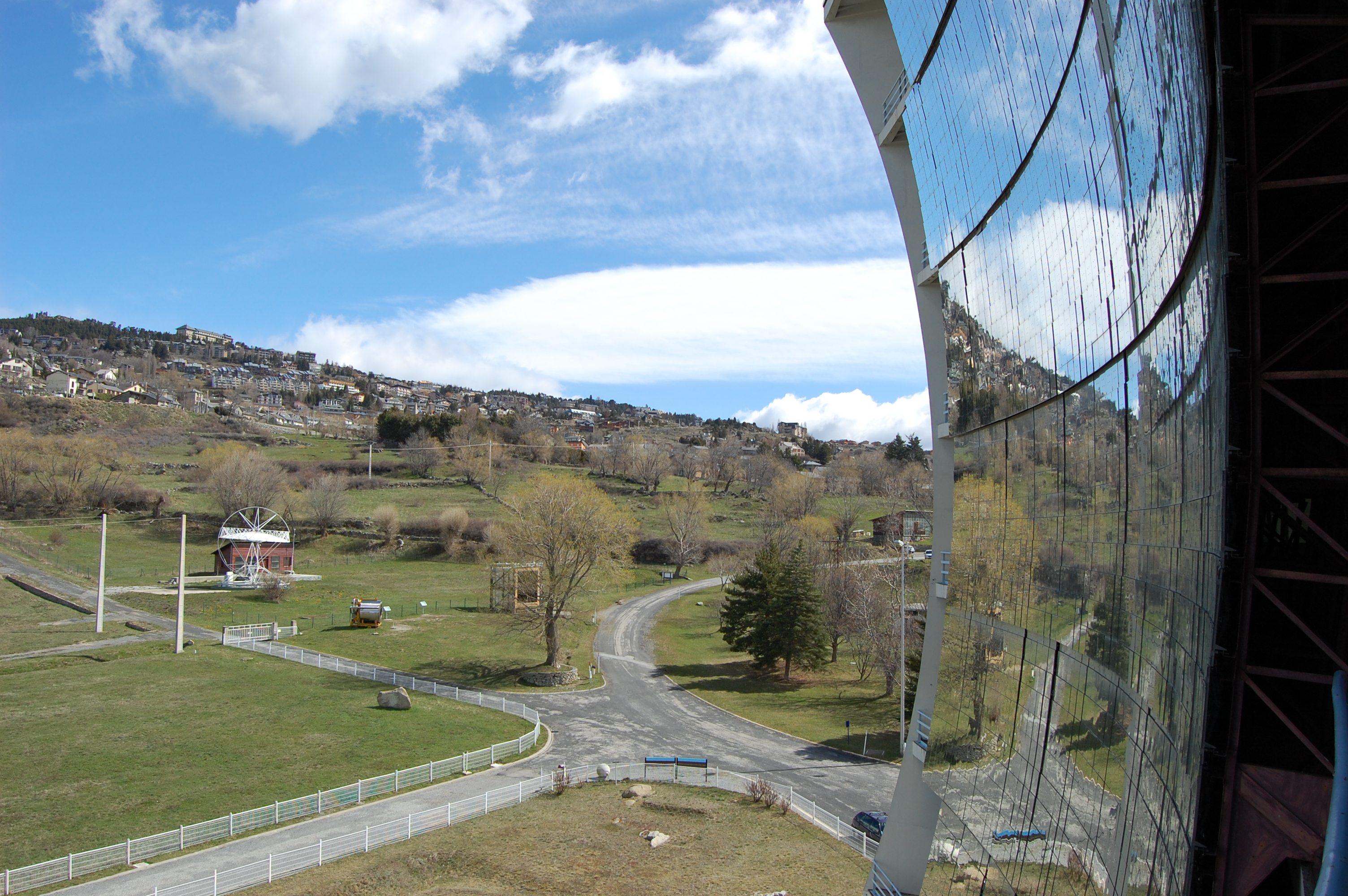
Vista a l'est des del centre de la paràbola

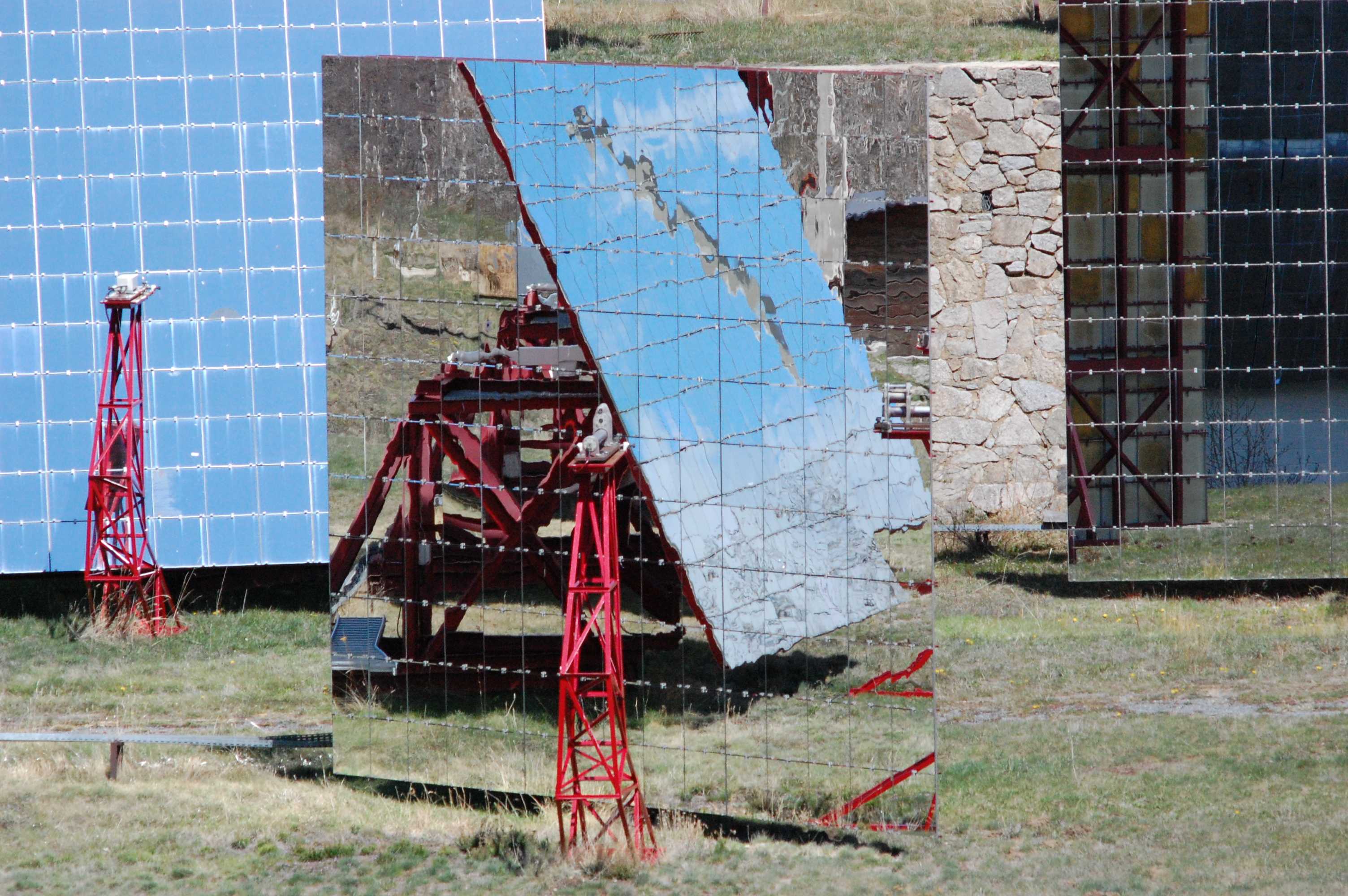
Un dels 63 heliòstats

Principi de funcionament

El Forn solar d'Odelló és un forn que opera amb energia solar. La seva potència és d'un megawatt. Juntament amb el forn solar de Taixkent (Uzbekistan), és un dels més grans del món.
S'hi va crear el Laboratori d'Energia Solar, que deu la seva fama mundial als èxits científics únics en els estudis de camp per mitjà del sol dels fenòmens a alta temperatura i el comportament dels materials en condicions extremes.
Està situat al sud-oest del poble d'Odelló, entre el poble i el Rec de les Canaletes, i al nord-oest, més lluny, del de Vià. Es troba en el terme comunal de Font-romeu, Odelló i Vià, a l'Alta Cerdanya, de la Catalunya del Nord.

## Geografia
Símbol mundial de l'energia solar als Països Catalans, l'emplaçament del gran forn solar d'Odelló va ser triat per:
- La durada i la qualitat de la llum directa del sol.
- La puresa de la seva atmosfera.

És a prop del Forn solar de Montlluís i la planta solar THEMIS de Targasona.

## Principi de funcionament
El principi físic utilitzat és el de la concentració dels raigs per miralls reflectors. Una primera sèrie de files de miralls orientables, situats en el pendent de la muntanya, recull els raigs solars i els transmet cap a una segona sèrie de miralls "concentradors" que formen l'enorme paràbola de l'edifici principal. En total són 63 miralls plans, heliòstats, que segueixen els raigs del sol al llarg de tot el dia. Els raigs d'aquests miralls convergeixen a continuació cap a la zona superior de l'edifici central, que els concentra sobre un objectiu, una superfície circular de 40 cm de diàmetre. Això equival a concentrar l'energia de "10.000 sols". Aquest edifici central, que interiorment acull el Laboratori d'Energia Solar, té a la façana septentrional un immens mirall parabòlic que fa 40 metres d'alçada, 54 de llargària i 2.000 m² de superfície.

## Beneficis
- Obté ràpidament temperatures entre 3.000 °C i 3.200 °C.[2]
- L'energia és gratuïta i neta.
- Aquest forn permet canvis bruscos de temperatura i, en conseqüència, estudiar l'efecte del xoc tèrmic.
- No hi ha gairebé cap element que contamini, ja que només l'objecte o material que s'estudia és escalfat per una radiació solar.

## Ús
El forn solar d'Odelló és un laboratori de recerca del CNRS, conjuntament amb la Universitat de Perpinyà, especialitzat en estudis tèrmics a alta temperatura, els sistemes termoportadors, la conversió de l'energia, el comportament dels materials a alta temperatura en medi ambient extrem, permetent, a més, fer experiments en un ambient amb condicions de gran puresa química.
Els àmbits d'investigacions s'estenen també a les indústries aeronàutiques, aeroespacials, entre diverses, comprovant materials que puguin estar sotmesos a radiacions solars més intenses en creuar les diferents capes atmosfèriques i fins i tot en condicions espacials.

## Història
El químic francès Félix Trombe i el seu equip van realitzar a Meudon el 1946 la primera experiència amb un mirall de DCA, per tal de mostrar la possibilitat d'arribar a altes temperatures molt ràpidament i en un medi molt pur, amb la llum solar altament concentrada. L'objectiu era fondre el mineral i extreure materials molt purs per crear nous materials refractaris més eficients.
Per fer aquesta cadena i posar a prova les diverses possibilitats, el primer forn solar fou fabricat a Montlluís l'any 1949. Uns anys més tard, amb el model del forn de Montlluís i els resultats obtinguts, es va construir el forn d'Odelló, damunt d'uns terrenys comunals cedits al Centre National de la Recherche Scientifique pel preu simbòlic d'un franc. Els treballs de construcció del Gran forn solar d'Odelló van durar del 1962 al 1968, i es va posar en funcionament l'any 1970.
Comptant amb el suport de diversos partidaris de l'energia solar, i després de la primera crisi mundial del petroli del 1973, els investigadors del Forn Solar d'Odelló varen orientar encara més els seus treballs cap a la conversió de l'energia solar en electricitat. Aquests treballs van participar en l'estudi i viabilitat d'una planta d'energia solar tèrmica que van finalitzar amb la construcció de la central THEMIS, duta a terme per FED, i que va funcionar de l'any 1983 a 1986.
El tancament de la Central Themis solar entre 2004 i 2007 va significar deixar de banda la investigació sobre la conversió de l'energia solar en electricitat. El laboratori del Gran Forn solar d'Odelló va centrar la seva activitat en l'estudi dels materials i el desenvolupament de processos industrials i s'anomenà IMP (Institut de Materials i Processos).
En reaparèixer de nou les preocupacions energètiques i mediambientals mundials, el laboratori s'implica de nou en la recerca de solucions relatives a l'energia i el medi ambient sense rebutjar les seves competències en l'àmbit dels materials i mètodes. Procedés Matériaux et Énergie Solaire, PROMES (Mètodes, Materials i Energia Solar) -és el nom actual-, investiga sobre materials, diferents sistemes de producció d'electricitat, diversos mètodes d'extracció d'hidrogen per via solar, així com diferents mètodes de recuperacions de residus (inclosos els radioactius).